# Lagotis angustibracteata
Lagotis angustibracteata är en grobladsväxtart som beskrevs av Tsoong och H.P. Yang. Lagotis angustibracteata ingår i släktet Lagotis och familjen grobladsväxter. Inga underarter finns listade i Catalogue of Life.